# 1Time
1Time – południowoafrykańska tania linia lotnicza z siedzibą w Johannesburgu. Głównym węzłem jest port lotniczy Johannesburg. Pierwszy lot odbył się 25 lutego 2004. Linie obsługiwały dziennie 3 powrotne loty Johannesburg – Kapsztad, oraz 1 powrotny lot pomiędzy Johannesburgiem a Durbanem.
W listopadzie 2012 roku linie ogłosiły upadłość. 

## Flota
Flota 1Time (2011):
| Model                   | Ilość | Zamówionych |
| ----------------------- | ----- | ----------- |
| McDonnell Douglas MD-80 | 13    | -           |
| McDonnell Douglas DC-9  | 6     | -           |
| Boeing 737              | 1     | -           |
| Razem:                  | 20    | -           |